# Wilhelm Herbst
Wilhelm Herbst (23. oktober 1842 i Schwerin – 27. juni 1917 i Bremen) var en tysk tandlæge, der arbejdede i Bremen.
Herbst bidrog til at udvikle og  hæve den tekniske side af tandlægekunsten. Dette skete bl.a. med flere opfindelser og demonstrationer af disse rundt omkring i Europa. Uden for Tyskland har Herbst udfoldet sin største virksomhed som demonstrator i de skandinaviske lande.
I Bremen har Wilhelm-Herbst-Straße opkaldt efter ham.